# Fergus Mór mac Eirc
Fergus Mór mac Eirc (overleden 501) was volgens de overlevering de stichter van het Schotse koninkrijk Dalriada.  
Fergus Mór zou de zoon zijn geweest van Erc, die behoorde tot de Ierse dynastie Uí Néill. Circa 495-498 zou Fergus Mór met zijn broers Oengus en Loarnd vanuit Ierland naar Schotland zijn gekomen, waar ze in Argyll het schiereiland Kintyre en een aantal eilanden in bezit namen. Na zijn dood in 501 zou Fergus zijn opgevolgd door zijn zoon Domangart Réti, en vervolgens door diens zoons Comgall and Gabrán. Kenneth I (810-858), die wordt beschouwd als de eerste koning van Schotland, claimde dat hij van Fergus Mór afstamde.
Het is onmogelijk om met zekerheid te zeggen hoeveel hiervan waar is. Fergus Mór wordt genoemd in de Senchus Fer n'Alban. Dit is een manuscript uit de 10e eeuw, gebaseerd op een origineel uit de 7e eeuw. Het bevat genealogische gegevens over het koninkrijk Dalriada. Ook de Annalen van Tigernach en enkele andere manuscripten noemen hem. Deze bronnen zijn echter allemaal eeuwen na de dood van Fergus Mór geschreven. Sinds eind twintigste eeuw wordt het in ieder geval onwaarschijnlijk geacht dat broers van Fergus Mór de stichters zijn geweest van Cenél  nÓengusa op het eiland Islay en de Cenél Loairn in Lorn, belangrijke familiegroepen in Dalriada.
Het verhaal van Fergus Mór past in het patroon van de stichtingsmythes die veel heersende dynastieën op de Britse eilanden rond de 9e eeuw over zichzelf vertelden. Het gaat hier dan vooral om vorstenhuizen die door verovering of invasie aan de macht zijn gekomen. Er bestaat een oudere stichtingsmythe over het koninkrijk Dalriada, waarin een zekere Cairpre Riata de centrale figuur is. Hij zou rond 400 het koninkrijk hebben gesticht. 
- Gemeinsame Normdatei: 1023109670
- Virtual International Authority File: 251014882